# Predazzo
Predazzo (Pardàc in dialetto predazzano  e in ladino, Pardàcio in dialetto fiammazzo, Pardatsch in tedesco) è un comune italiano di 4 504 abitanti della provincia autonoma di Trento. È uno dei tre centri principali della val di Fiemme (gli altri sono Cavalese e Tesero), ed è inoltre il comune più popoloso ed esteso delle valli dell'Avisio; con una conformazione geografica particolarmente favorevole, al centro delle Valli di Fiemme e Fassa, e alla fine della val Travignolo, che collega con il Primiero e la Valle del Biois tramite i passi Rolle e Valles.

## Geografia fisica

### Territorio
Situato alla confluenza del torrente Travignolo (Travignöl) che scende dal gruppo dolomitico delle Pale di San Martino col torrente Avisio (La Vés), proveniente dal passo Fedaia (sotto la cima della Marmolada) e quindi la Val di Fassa, è il comune più a monte della Val di Fiemme.
Il suo territorio è notevolmente esteso: con 109,97 km quadrati risulta il decimo comune per superficie della provincia di Trento. Il suo centro abitato è pianeggiante, salvo alcune frazioni e la zona di Pòz sulle pendici del monte Mulàt. L'altitudine del comune varia da un minimo di circa 1.000 m s.l.m. ad un massimo di oltre 2.800 m s.l.m. delle vette dolomitiche del Latemar e del Lagorai.

### Clima
Secondo le rilevazioni della stazione meteorologica di Predazzo la temperatura media massima nei mesi invernali è poco superiore agli 0 °C, mentre la temperatura media giornaliere del mese più caldo è quasi +15 °C. Le precipitazioni sono abbondanti e la piovosità media annuale si attesta a quasi 800 mm. Le temperature minima e massima assolute arrivano anche a -21 °C e +38 °C.

### Geologia
La genesi della morfologia "a conca" di Predazzo risale ad almeno 200 milioni di anni fa, con il collasso di un vulcano a quel tempo presente. Episodi di sollevamento e abbassamento della crosta terrestre, erosione e glaciazione modellarono questo territorio, attribuendogli la conformazione odierna in posizione centrale rispetto alle Dolomiti (tra i gruppi del Lagorai, Latemar e le Pale di San Martino). Da qui i soprannomi "Porta delle Dolomiti" e "Scrigno della Geologia" con cui era conosciuto Predazzo tra i primi visitatori.
«Ma c’è da sussultare a sentir affermare che Predazzo occupa esattamente l’area di un cratere estinto e che le montagne che la circondano da ogni parte sono formate da rocce ignee che scaturirono, simili a lava, in qualche periodo remoto della storia geologica» Amelia B. Edwards, 1872.
A inizio Ottocento, il geologo Giuseppe Marzari Pencati notò nella zona di Predazzo la particolare compresenza di graniti, lava e sedimenti marini. Scienziati e studiosi, attratti dalla neo-scoperta geologica e stratigrafica delle Dolomiti, iniziarono in un crescendo a visitare il paese, riunendosi nello storico albergo "Nave d’Oro", noto proprio per essere centro di aggregazione e studio in questo periodo. Alcuni nomi di rilievo: A. von Humboldt, F. von Richthofen, D. de Dolomieu, M.M. Gordon.

## Origini del nome
Il toponimo deriva dal latino pratum "prato" con l’aggiunta del suffisso aumentativo -aceus. La prima attestazione è del 1050, ovvero “pratum magnum quod dicitur Pradassis” ("grande prato chiamato Pradassis"), successivamente “de Predacia” e “de Predazo”.

## Storia

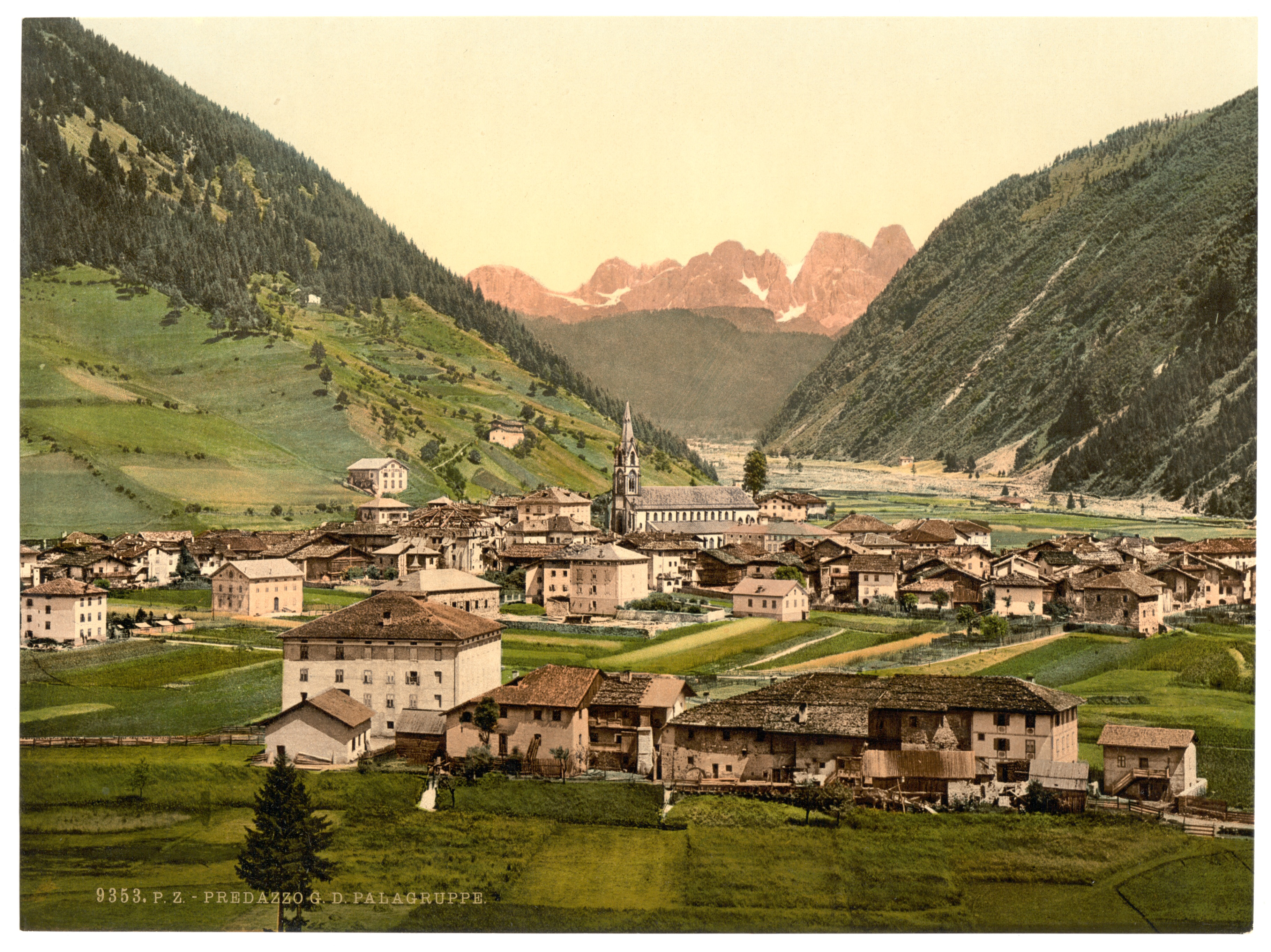
Predazzo tra il 1890 e il 1900

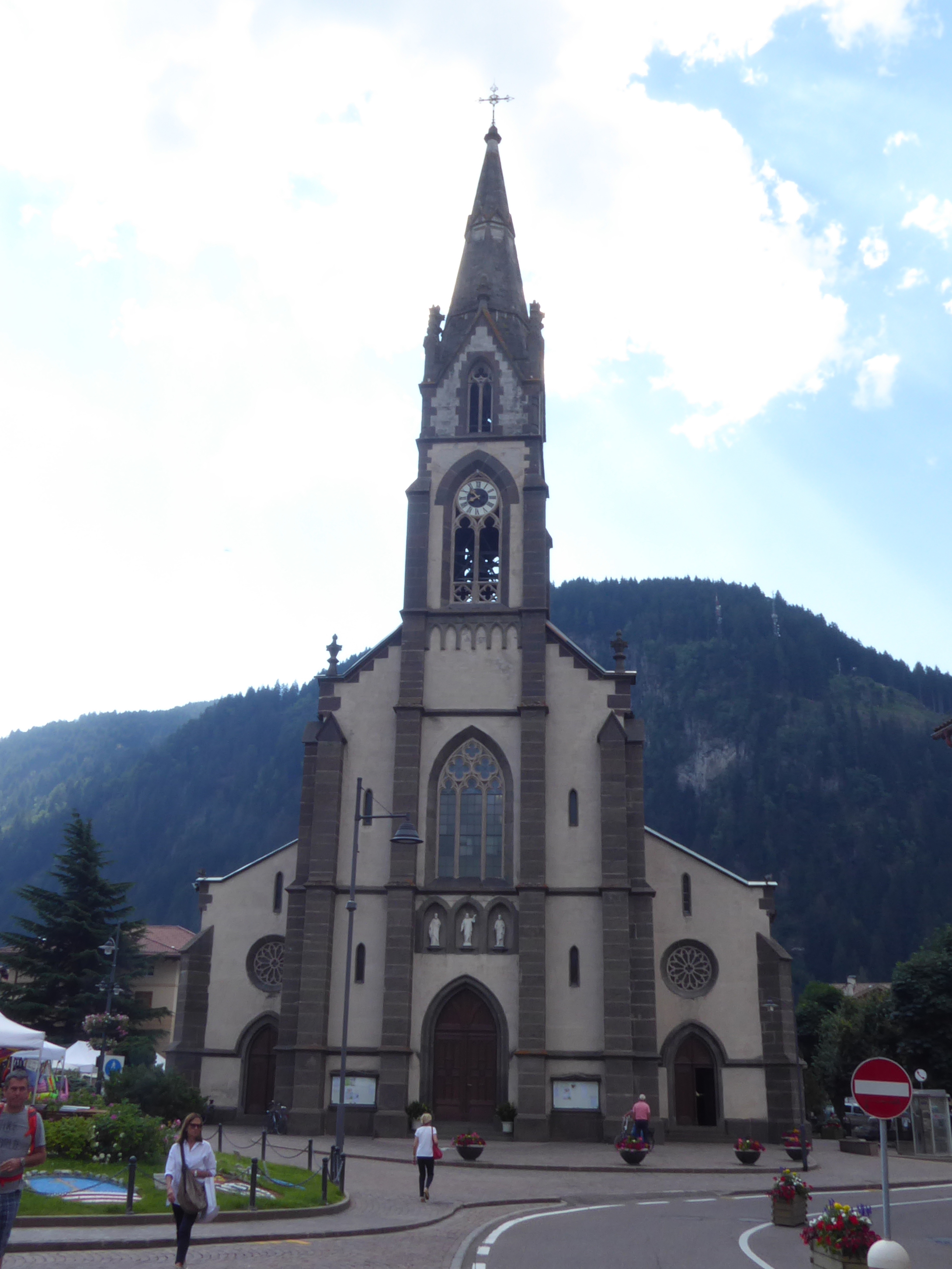
Chiesa dei Santi Filippo e Giacomo.

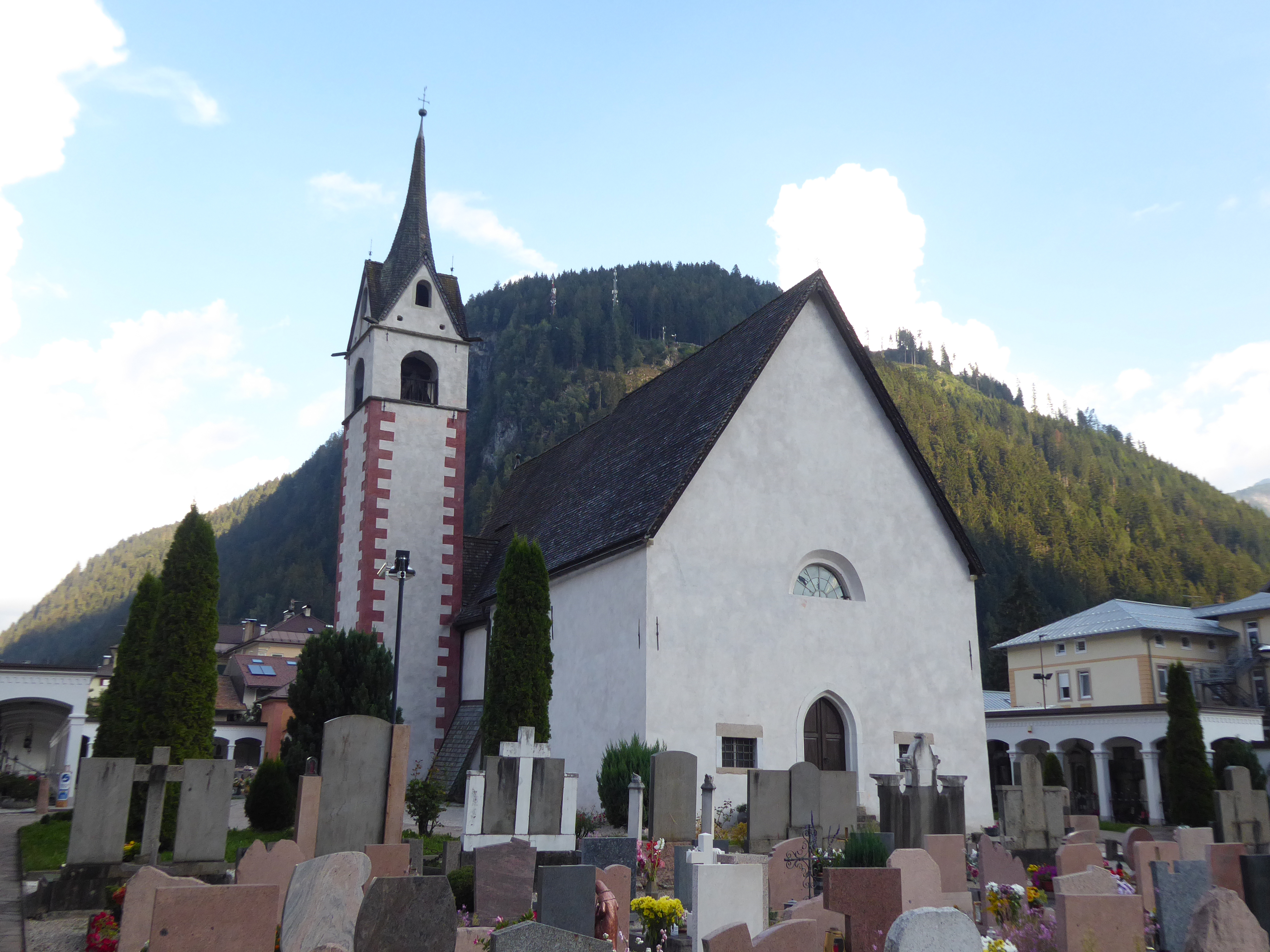
Chiesa di San Nicolò.

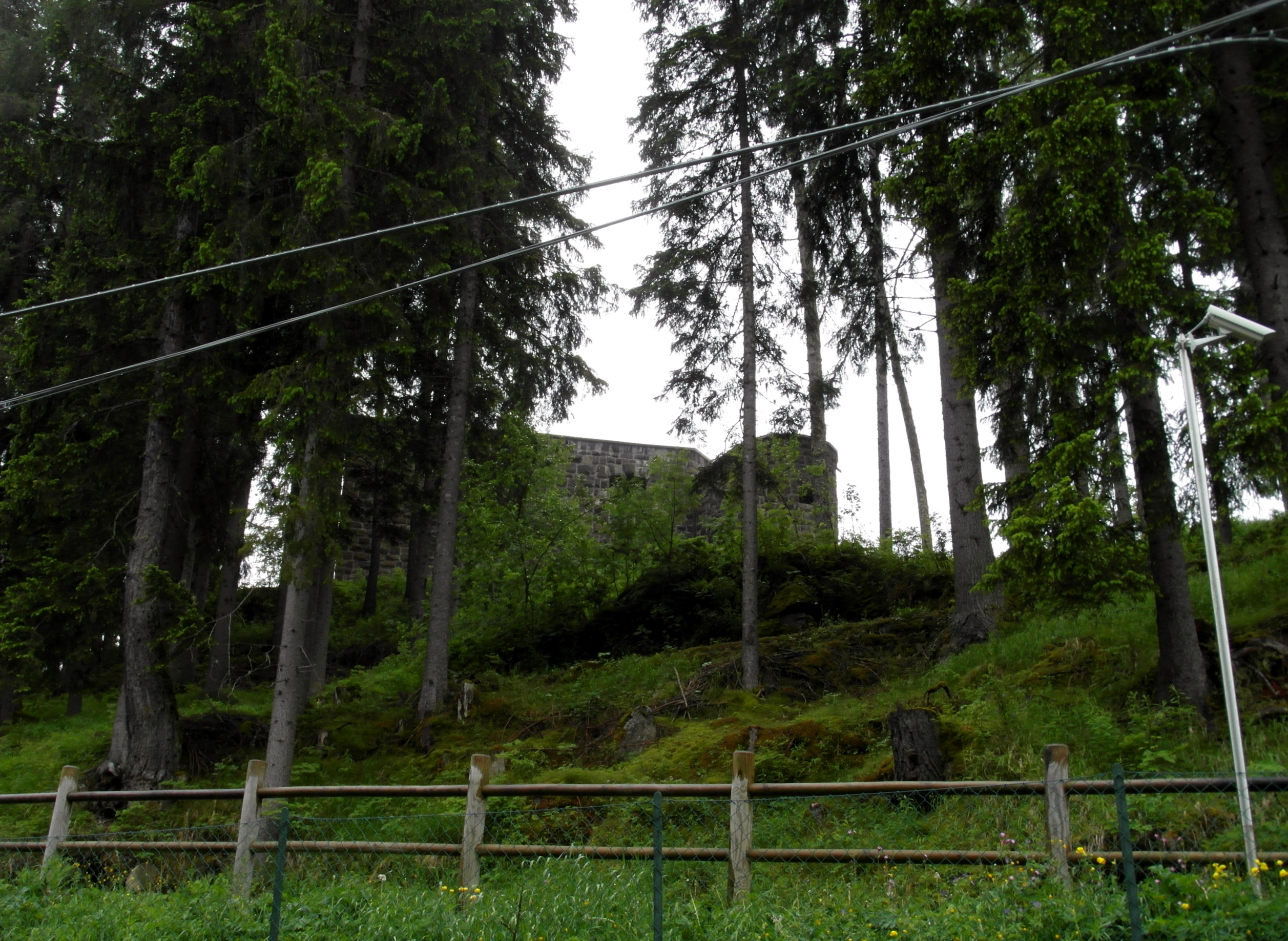
Forte Buso

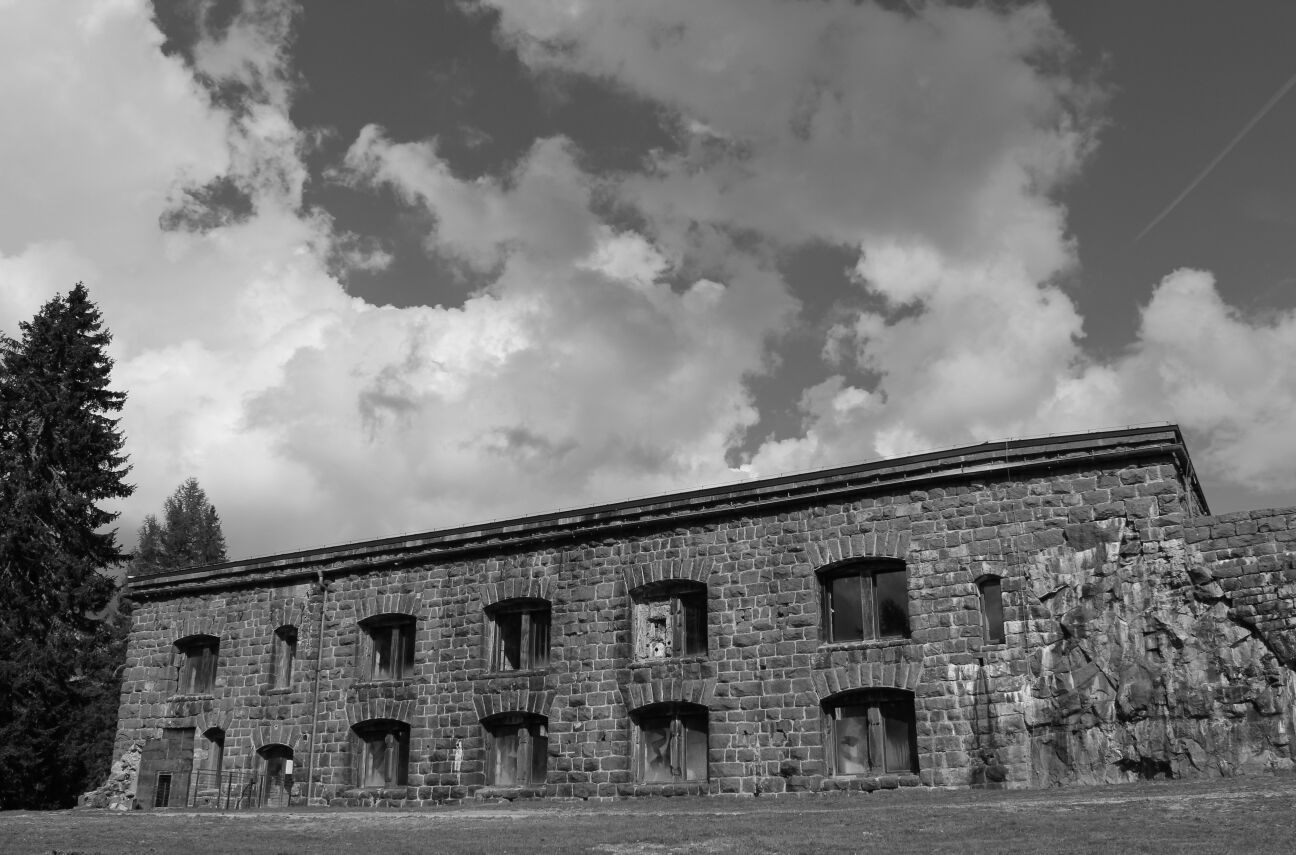
Forte Dossaccio.

Le origini risalgono all'anno 1100 circa. Il suo nome riscontra per la prima volta in un documento del 1050 che determinava il confine fra la Diocesi di Trento e quella di Bressanone. A quei tempi il fondovalle era un grande prato da pascolo, tra i due torrenti che dilagavano a piacimento da una parte all’altra della piana. Nei punti più sicuri dalle acque, ovvero alle pendici dei monti, cominciarono a sorgere le prime capanne ad uso dei pastori di Tesero, i quali poi un po' alla volta fissarono dimora stabile, dissodarono e bonificarono il terreno ed eressero le prime abitazioni. La tradizione tramanda che in origine il paese contasse 12 masi, intorno ai quali trovavano spazio le altre case, alcuni dei quali ancora riconoscibili. Gli attuali edifici in muratura più antichi hanno poco più di cinquecento anni.

### Regola Feudale
La Regola Feudale di Predazzo fu il risultato di una serie di investiture di feudi rustici da parte dei principi vescovi.
La Regola Feudale è quindi una proprietà di diritto privato, la cui successione avviene in linea maschile secondo il diritto gerarchico. I Vicini sono circa 800 raggruppati in 19 cognomi storici. In autunno, il giorno di San Martino, vengono ritirate da ogni vicino le regalìe, che sono parte degli ultimi provenienti dalla gestione della proprietà boschiva comune. L'amministrazione regolana ha sede nella Casa della Regola, sulla centrale via Roma.

## Monumenti e luoghi d'interesse

### Architetture religiose
- Chiesa dei Santi Filippo e Giacomo, costruita nella seconda metà del XIX secolo su progetto di Michele Mayer al posto della più antica chiesa di San Giacomo Maggiore (1223), che sorgeva nel perimetro dell'attuale municipio.
- Chiesa di San Nicolò, sorge all'interno del cimitero di Predazzo, la più antica chiesa di Predazzo, datata fine 1400.
- Chiesa di Santa Maria della Neve nella frazione di Bellamonte

### Architetture civili
- Municipio, affacciato sulla centrale piazza SS. Filippo e Giacomo.
- Casa della Regola Feudale (antico Palazzo Maultasch), ristrutturata nel 2008.
- Stadio del salto Giuseppe Dal Ben, costruito per i Campionati mondiali di sci nordico 1991.

### Architetture militari
- Forte Buso, situato al limite orientale del Parco naturale Paneveggio - Pale di San Martino, presso il muro della diga di Paneveggio.
- Forte Dossaccio, situato sulla strada di Val Travignolo, che dal paese porta al passo Rolle, sopra al lago di Paneveggio. È una fortificazione austro-ungarica della prima guerra mondiale.

## Società

### Evoluzione demografica
Abitanti censiti

## Cultura

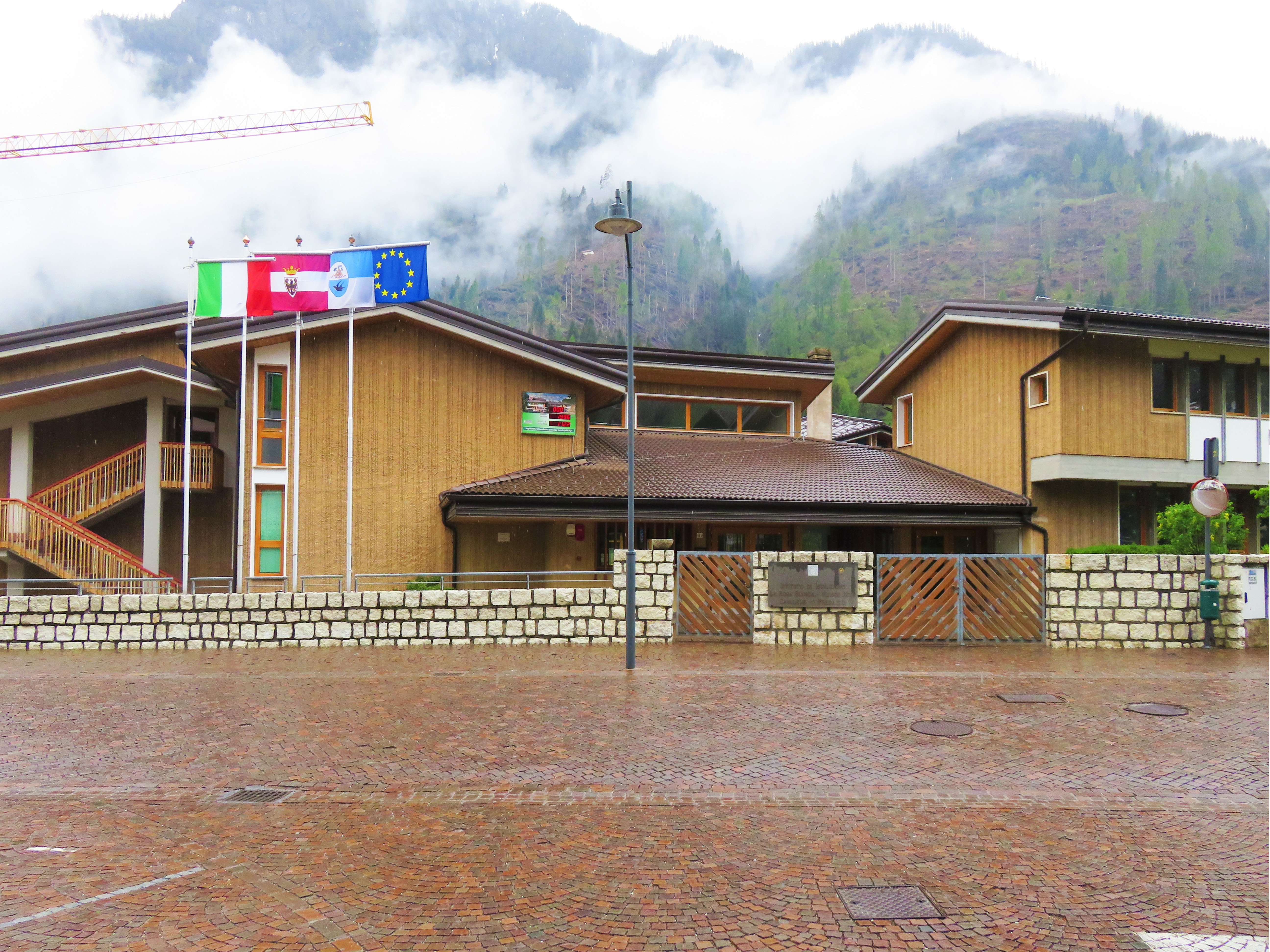
I.T.E. "La Rosa Bianca - Weisse Rose". Sui monti che fanno da sfondo sono visibili gli effetti della tempesta Vaia che ha colpito la zona a fine ottobre del 2018.

### Istruzione

#### Scuole
Sono presenti scuole elementari e medie. Tra gli istituti superiori l'I.T.E. "La Rosa Bianca - Weisse Rose".

#### Scuola Alpina della Guardia di Finanza

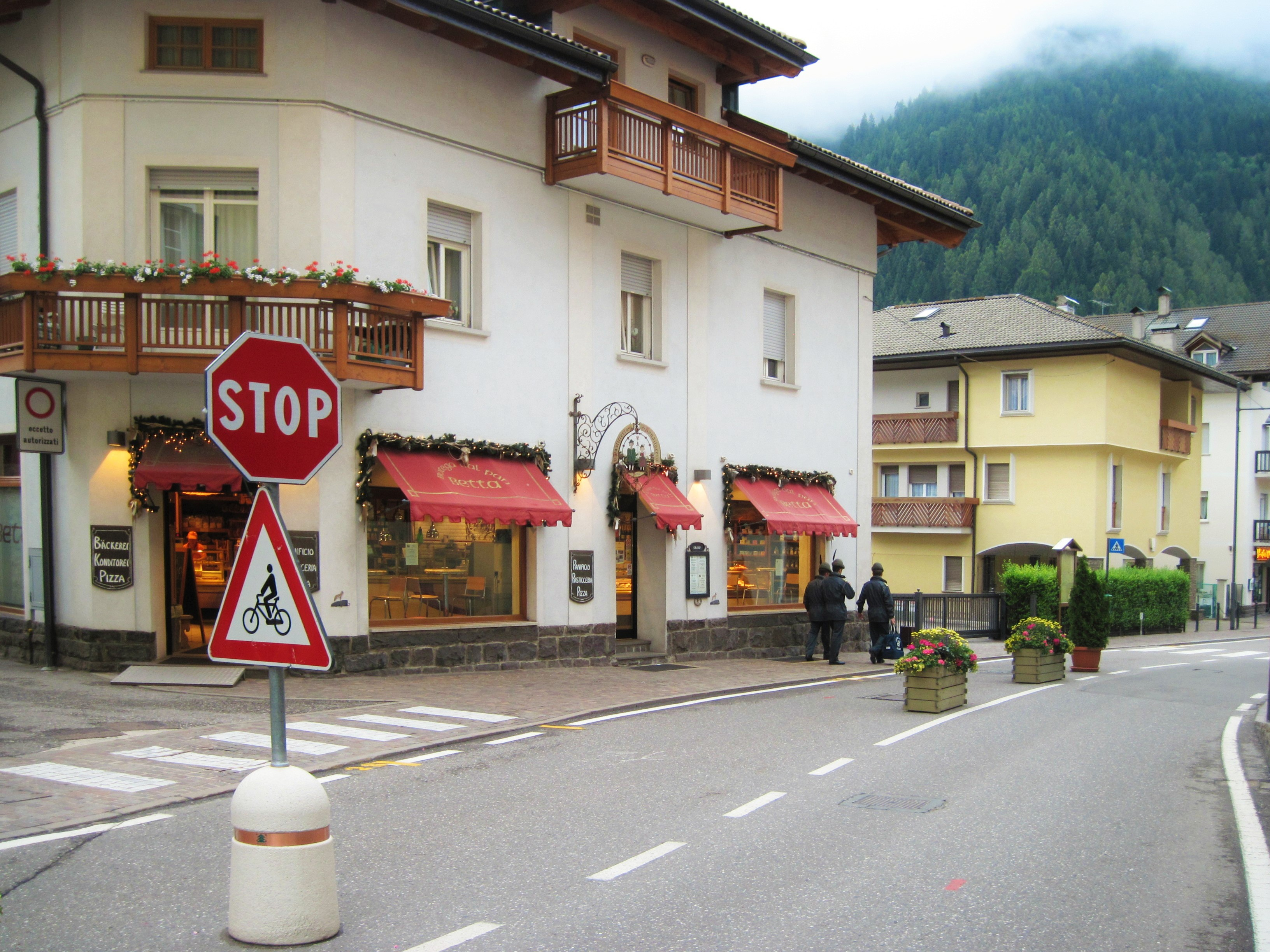
Finanzieri in libera uscita in una strada di Predazzo.

Nella cittadina, in via Fiamme Gialle, ha sede la Scuola alpina della Guardia di Finanza fondata nel 1920.
L'istituto è la scuola alpina militare più antica del mondo e vi sono addestrati, oltre che gli allevi finanzieri, anche i militari delle Fiamme Gialle specializzati nel soccorso alpino.  All'interno del complesso della caserma, la cui costruzione fu iniziata nel 1916 da parte dell'esercito austro-ungarico, è possibile visitare anche il Museo Storico della Scuola Alpina, che si va arricchendo di cimeli e donazioni da parte di civili ed ex-Fiamme Gialle: in esso sono custoditi moltissimi cimeli bellici ma anche sportivi, a testimoniare la militanza di numerosi campioni (tra gli altri Gustav Thöni, campione del Mondo e successivamente maestro di Alberto Tomba, ma anche Cristian Zorzi, campione olimpico a Torino nella 4x10 km, Polig e Kristian Ghedina) nel Gruppo Sciatori Fiamme Gialle.

### Musei e luoghi d'interesse

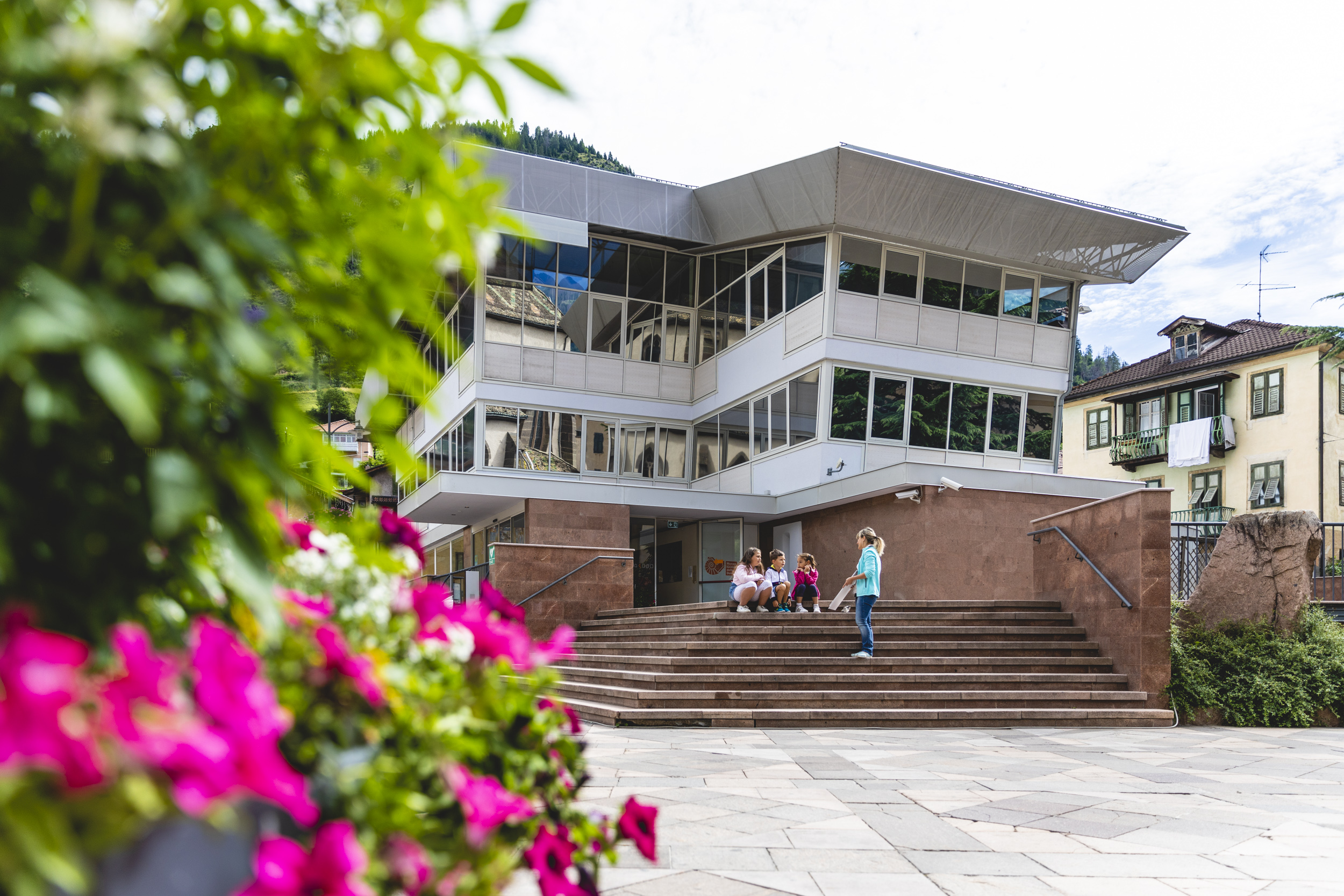
Museo Geologico delle Dolomiti a Predazzo, MUSE - Archivio MUSE fotografo Michele Purin (2024)

- Museo Geologico delle Dolomiti a Predazzo, MUSE - Archivio MUSE fotografo Michele Purin (2024)Museo geologico delle Dolomiti, dal 2012 è entrato, per volontà della provincia autonoma di Trento, nella rete del museo tridentino di scienze naturali ed è stato ristrutturato nel 2015.
- Museo Storico della Scuola Alpina della Guardia di Finanza.
- GeoTrail del Dòs Capèl. il primo sentiero geologico d'Italia, nato negli anni '70, nel 2017 è stato completamente rinnovato con nuovi pannelli espositivi.

### Musica
- Banda Civica Ettore Bernardi, fondata nel 1847.
- Coro Negritella, fondato nel 1954.

### Eventi

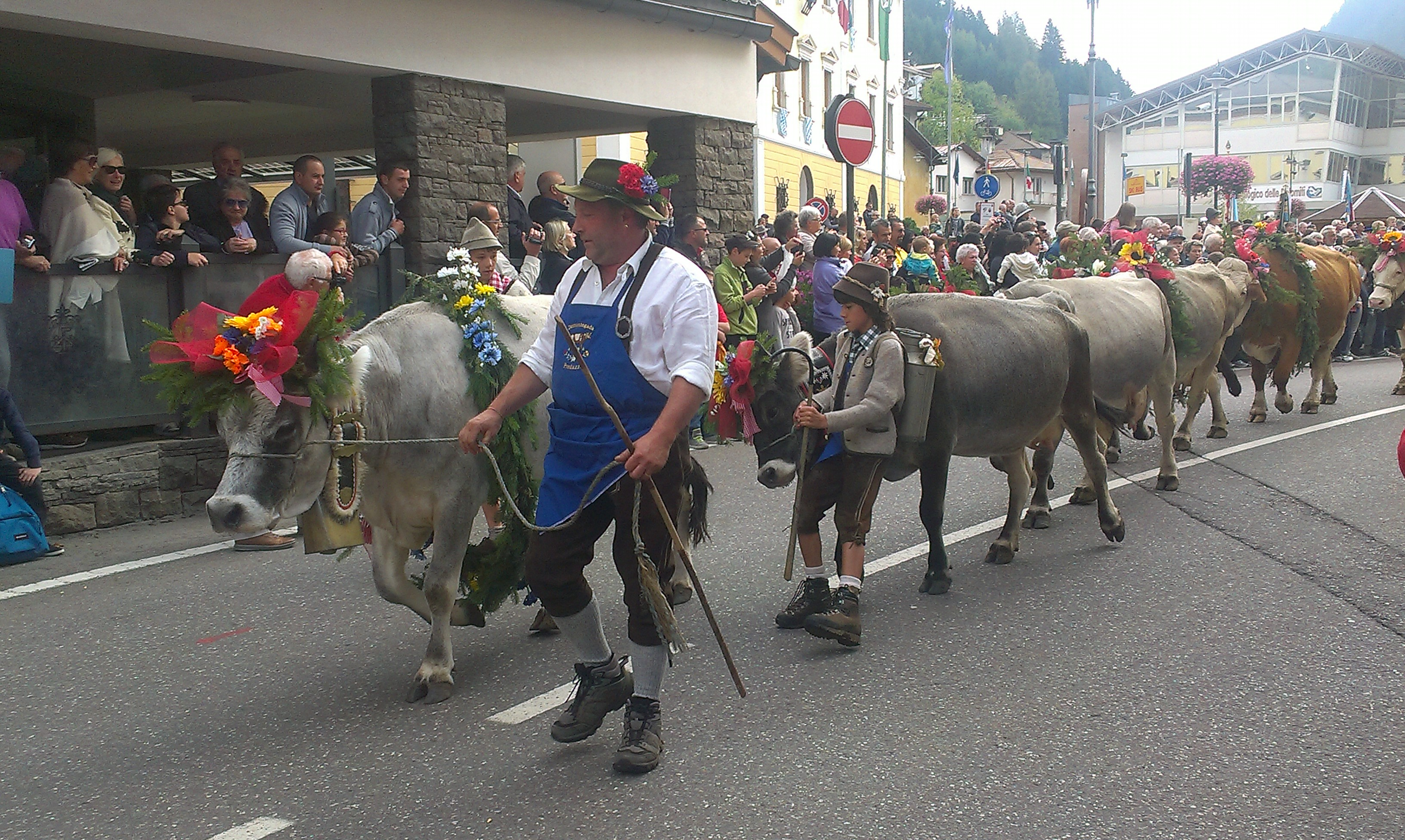
Desmontegada de le Vache

- Catanaoc 'n festa (anticamente "Giro dei 12 masi"), rievocazione storica e percorso enogastronomico, che si svolge ogni anno nel rione antico del centro del paese "Pè de Pardac".
- Fuochi di San Martino (San Martìn), antica tradizione, che si svolge ogni anno l'11 novembre. Vengono accese le "Ase" (grandi pire/falò) sui pendii circostanti i cinque rioni, segue corteo con i campanacci per le vie del paese.
- Mercato di San Giacomo (San Giàcom), patrono del paese, si svolge il giorno 25 luglio. Fino al 2010, il mercato si teneva sulla periferica via Marconi. Dal 2011, per volontà della nuova amministrazione comunale, il mercato è ritornato in centro, in una posizione di pregio assai maggiore, lambendo le vie centrali.
- Desmontegada de le Vache, il primo week-end di ottobre, le mucche e tutto il bestiame agghindato a festa torna in paese dai pascoli estivi nelle malghe con i pastori.

## Geografia antropica

Panorama di Predazzo

### Rioni antichi
Fino all'inizio del secolo scorso il paese di Predazzo era suddiviso in rioni ben distinti, col passare del tempo la divisione tra queste zone si è sempre più allentata, tanto che oggi i rioni non sono così nettamente identificabili. I 3 rioni principali erano quindi:

#### Is-cia(Ischia)
Senza considerare la località di Costa (Fol, attualmente) è la zona dei primi insediamenti stabili a Predazzo, addossata alle pendici del monte Mulàt, per evitare le continue piene dei torrenti. Essendo il nucleo antico era identificabile come vecchio centro del paese, il fulcro delle attività è identificabile in piazza Calderoni (piaza Piciola), la zona commerciale era invece "la Fiera" toponimo ancora in uso per indicare uno slargo presso via Indipendenza dove si teneva il mercato. Si può dividere in Is-cia de föra (Ischia di fuori, di sotto) ovvero via Dante, via Verdi, via Mazzini e Is-cia de inter (Ischia di dentro, di sopra) ovvero via Indipendenza e parte di via Bedovina. Essendo la parte più antica comprende vari edifici storici rilevanti con dei belli affreschi, come Casa Tinol, Casa Calderoni e molti altri ancora.

#### Pè de Pardàc(Piè di Predazzo)
Quello che è conosciuto come Pè de Pardàc, ovvero Piè di Predazzo, oggi è situato in mezzo al paese, a sud della piazza grande. In questo rione si trova la chiesetta di San Nicolò, anticamente situata in aperta campagna oggi in pieno centro. La vita del rione si articolava tra il Piazöl e la storica fontana del Pinzàn, che, appena costruita sul finire del '700, era la più ampia di tutta la valle. Nel corso dell'800 il rione fu devastato da un disastroso incendio, che portò quindi alla costruzione di case più solide e ordinate, secondo l'architettura visibile ancora oggi.

#### Somaìla(Sommavilla)
Il terzo rione storico, situato ad est del paese ed anch'esso addossato in parte alle pendici del monte Mulàt per evitare le piene dei torrenti, infatti si trova proprio alla fine della valle del Travignolo.
Oltre ai 3 rioni storici situati a partire dai lembi della piazza principale, nella piana alluvionale di Predazzo erano situati altri due nuclei abitati, che più che rioni li potremmo quasi identificare come frazioni o zone artigianali del paese, ovvero:

#### Molìn
Si trova ad ovest di Predazzo, lungo il fiume Avisio, ai piedi del Pelenzana. Il nome deriva ovviamente dalla presenza di mulini e segherie veneziane ad azionamento ad acqua dei primi del Novecento. Prima dell'avvento della luce elettrica, infatti, numerose manifatture sfruttavano la forza idraulica data dal corso delle acque convogliate in canali artificiali (rogge), provenienti dai vicini torrenti. In passato il rione si trovava in una posizione defilata rispetto al centro, al giorno d'oggi si trova quasi in centro.

#### Fosìne - La Bìra
Anticamente la zona situata a nord del paese prendeva il nome di Fosìne, ovvero "fucine" per la presenza di molte attività artigianali di questo tipo ed in generale di opifici ad azionamento idraulico che sfruttavano l'acqua dell'Avisio convogliata in rogge. A partire dalla fine del 1800 la zona venne conosciuta anche come Bìra, per la presenza di una birreria, fondata nel 1854 da Giuseppe Bernardi ed assorbita dalla Forst di Merano nel 1929.

#### Pòz
Parte prevalentemente recente di Predazzo, si trova in prossimità dell'acquedotto comunale a Nord di Predazzo, ai piedi del monte Mulàt. Per la parte alta di questo rione passava l'antica strada che collegava le valli di Fiemme e Fassa, saliva al "Prener" (via Bedovina), raggiunto il punto più alto ovvero il luogo detto al "Bersaglio", scendeva poi nuovamente nel fondovalle.

#### Borgonuovo
Insieme a Poz, risulta essere tra le parti più recenti di Predazzo. Abitazioni nuove, costruite anche in prossimità dei campi ippici e calcistici. Si trova a sud di Predazzo. Il Travignolo segna una linea di confine fra il rione Molin.

#### Is-ciòn
Zona industriale a sud di Borgonuovo e in prossimità dell'alveo del Travignolo, Comprende le maggiori imprese del comune, insieme ad un centro commerciale. Si trova a sud di Predazzo

### Frazioni e località

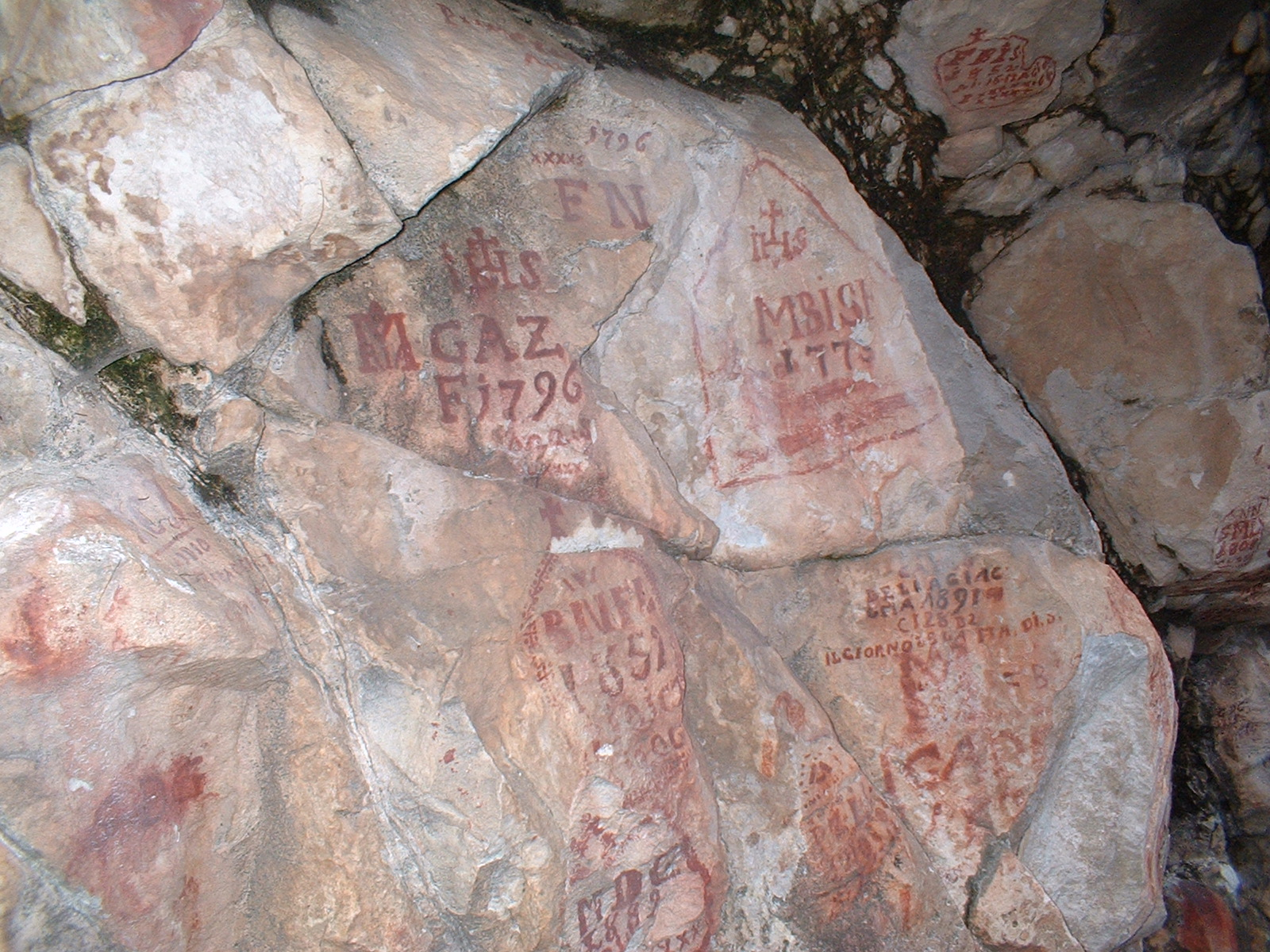
Incisioni rupestri di pastori lungo il sentiero che da Predazzo sale al Monte Agnello

#### Bellamonte (Mònt)
Bellamonte è una frazione di Predazzo considerata una delle località più suggestive della Val di Fiemme. Si trova a circa 3 km dal centro di Predazzo e vi si trovano alcuni hotel e varie abitazioni. Si incontra percorrendo la statale che collega Predazzo al Passo Rolle ed all'Alpe Lusia.

#### Paneveggio (Panevége)
Paneveggio è un piccolo centro sul cui territorio rientra, in parte, il Parco naturale Paneveggio - Pale di San Martino.

#### Mezzavalle (Mezavàl)
Località posta a 3 km nord di Predazzo, verso Moena, conta 35 abitanti ed è ad una altezza di 1068 metri sul livello del mare. Era sede degli impianti di arricchimento e lavorazione del minerale estratto dalla sovrastante miniera Bedovina alla quale erano collegati mediante una lunga teleferica. La miniera, articolata su otto livelli, era ubicata fra 1550 e 1700 metri di quota, sulle pendici settentrionali del Monte Mulàt. Vi si estraeva calcopirite (il principale minerale di rame) e scheelite (minerale di tungsteno). Venne lavorata soprattutto nella prima metà del Novecento, fino agli '60, benché le fonti testimonino qualche attività anche nei secoli precedenti. Lo stabilimento della miniera era dotato anche di una piccola centrale idroelettrica che forniva, sin dai primi anni del Novecento, l'energia elettrica necessaria per il funzionamento dello stabilimento, della miniera e per l'illuminazione pubblica di Predazzo. Predazzo fu il terzo comune del Trentino (dopo Trento e Rovereto) ad essere servito della luce elettrica

#### Fòl
Zona abitativa collocata appena fuori dal paese alle pendici del monte Feudo.

#### Zaluna
È una piccola località sulla strada che collega Predazzo a Bellamonte.

## Infrastrutture e trasporti

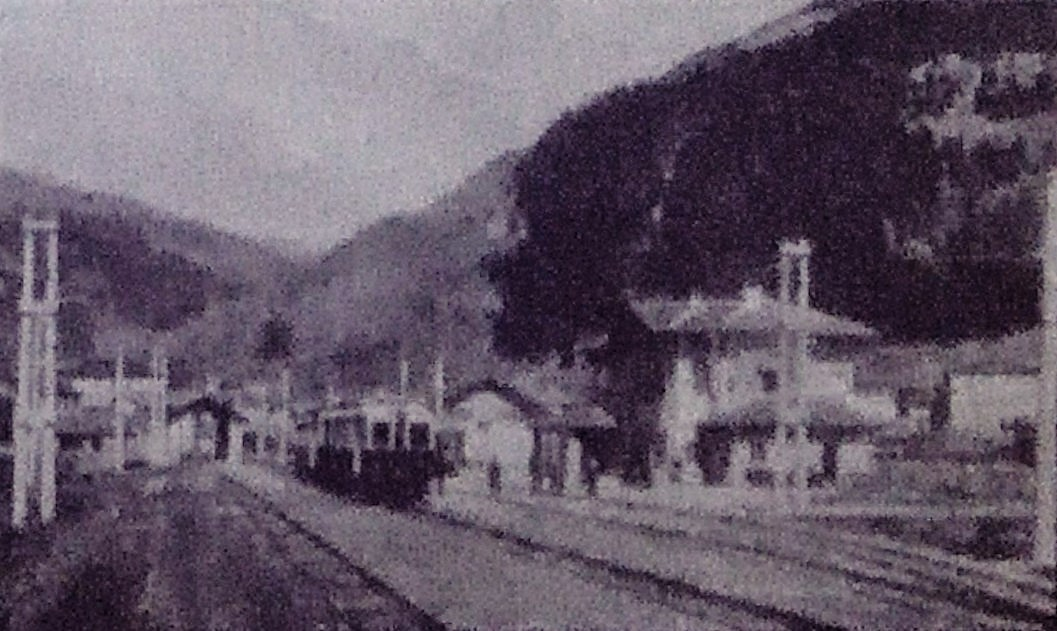
Ferrovia della val di Fiemme. Stazione di Predazzo

### Ferrovie
Dal 1917 al 1963 è stata in funzione la ferrovia della Val di Fiemme che collegava Predazzo con Ora passando per la Val di Fiemme e in paese aveva la sua stazione ferroviaria, che dopo essere rimasta abbandonata per anni è stata restaurata nell'ambito del progetto della nuova biblioteca comunale.

## Economia
Predazzo è il principale centro economico, commerciale e artigianale della Val di Fiemme. La sua economia presenta un grado di eterogeneità raro se non assente negli abitati limitrofi, che risultano principalmente votati al turismo.
La cittadina di Predazzo si è sviluppata nel XX secolo anche grazie alla presenza delle Fiamme Gialle, che nel 1920 inaugurarono il primo corso Finanzieri con ben 500 allievi.
Assai sviluppate le attività turistiche estive (Parco naturale Paneveggio - Pale di San Martino), ma anche invernali (comprensori sciistici dello Ski Center Latemar, della Ski area Alpe Lusia, in prossimità di Bellamonte e della Ski Area Passo Rolle), e quelle industriali, del legno ed alimentare (pasta Felicetti), con aziende che esportano i loro prodotti principalmente nell'Europa del nord e centrale.
Nel settore dell'artigianato è ancora diffusa l'antica lavorazione del legno finalizzata alla realizzazione di mobili ed arredamenti, impreziositi da decorazioni artistiche raffiguranti temi tipici locali, oltre alla produzione di sculture e all'attività di intagli.

## Amministrazione

### Sindaci
| Periodo | Periodo   | Primo cittadino  | Partito      | Carica  | Note   |
| ------- | --------- | ---------------- | ------------ | ------- | ------ |
| 1995    | 1999      | Renato Tonet     | PATT         | Sindaco | [ 16 ] |
| 1999    | 2004      | Renato Tonet     | Lista civica | Sindaco | [ 16 ] |
| 2004    | 2010      | Silvano Longo    | Lista civica | Sindaco | [ 16 ] |
| 2010    | 2024      | Maria Bosin      | Lista civica | Sindaco | [ 16 ] |
| 2024    | in carica | Paolo Boninsegna | Lista civica | Sindaco | [ 16 ] |

### Gemellaggi
- Ferrere, dal 2005 (patto d'amicizia)
- Hallbergmoos, dal 1994

## Sport

### Società Sportive
La Unione Sportiva Dolomitica, fondata nel 1945, è una società attiva nei settori di sci alpino, snowboard, sci nordico, biathlon, salto speciale, combinata nordica, atletica, calcio, nuoto, triathlon e ciclismo.
Il Comune ospita anche la Scuola Alpina della Guardia di Finanza, che, fondata nel 1920, è la più antica scuola militare alpina esistente al mondo.

### Equitazione
Predazzo è stata anche importante dal punto di vista dell'equitazione, infatti 8 sono le giornate di gare che si svolgevano durante l'estate; si partiva solitamente il 30 giugno e si chiudeva il 9 luglio; la manifestazione si sviluppava su ben 2 settimane di intenso programma. Comprendeva 52 tipi di categorie diverse su 11.000 m² di campo ippico. Con una cifra intorno ai 90.000 euro di montepremi, questa gara sportiva risultava essere tra le più importanti del comune di Predazzo. La ultima edizione è stata svolta nel 2014, dal 2015 non viene più svolta per motivi economici.

### Sport invernali

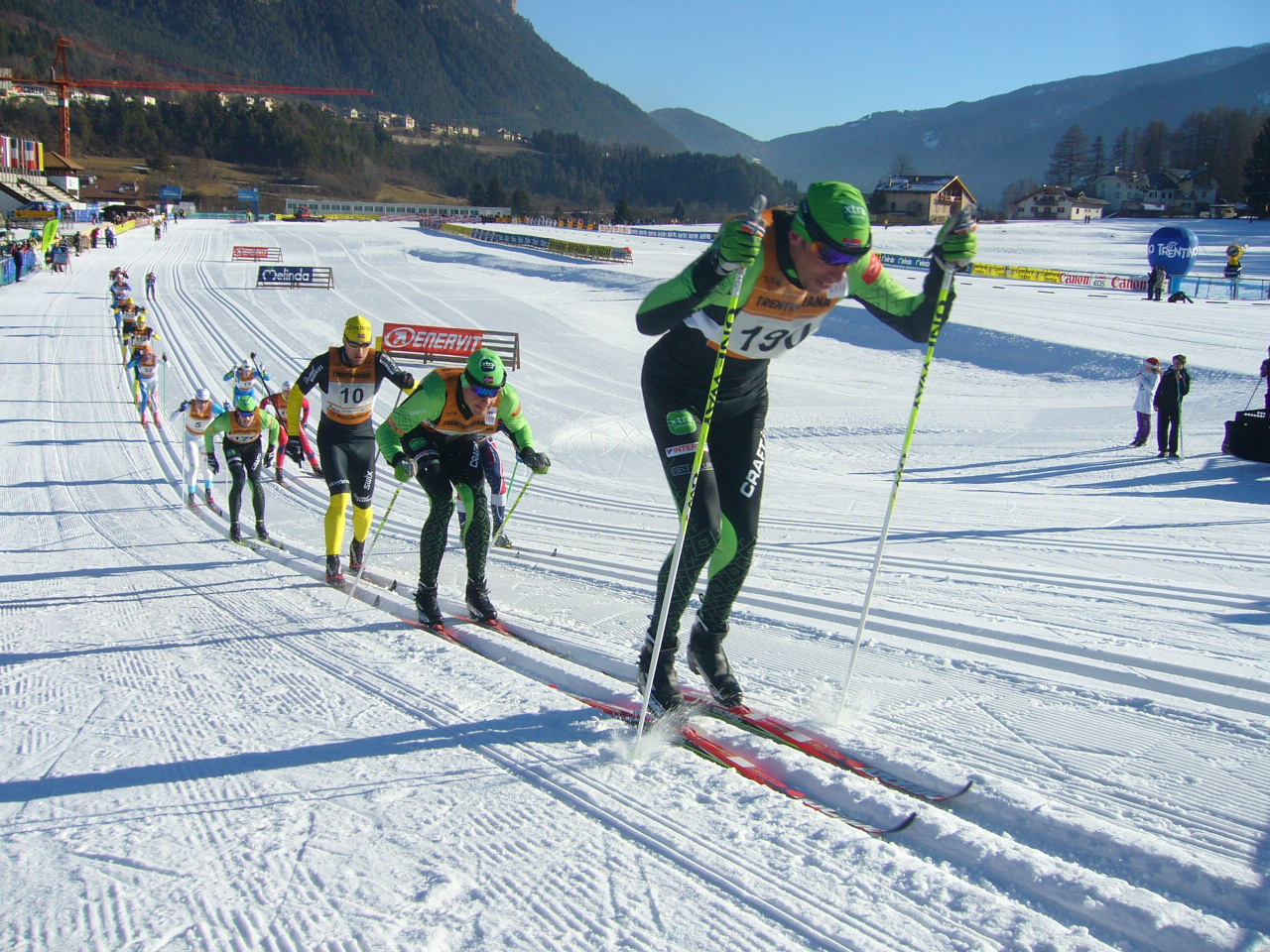
Marcialonga 2011

Nel comune di Predazzo sono presenti due centri sciistici per la pratica degli sport invernali da discesa: la stazione di Bellamonte consente di raggiungere l'Alpe Lusia, collegata con Moena, mentre gli impianti dello Ski Center Latemar presso i Trampolini Giuseppe Dal Ben (in località Stalìmen) consentono di raggiungere il passo Feudo da cui si accede alle piste dell'Alpe di Pampeago e San Floriano/Obereggen.
Sempre presso i Trampolini Dal Ben, è presente la sede del comitato organizzatore della Marcialonga, famosa competizione di granfondo che si svolge l'ultima domenica di gennaio lungo un percorso di 70 km che attraversa le valli di Fassa e Fiemme.

### Stadio del salto Giuseppe Dal Ben
In località Stalìmen, a nord del paese, è presente lo Stadio del salto Giuseppe Dal Ben, un trampolino per il salto con gli sci utilizzabile sia nel periodo invernale che in quello estivo. L'impianto ha ospitato tre edizioni dei Campionati mondiali di sci nordico nel 1991 nel 2003 e nel 2013,  inoltre vi si è svolta l'Universiade invernale 2013.
La struttura è costituita da due trampolini principali H134 e H106, oltre a tre trampolini scuola: il primo è un HS 35 punto K 33 chiamato Stalimen scuola, il secondo è un HS 20 con punto K 19 chiamato Fiamme Gialle e il terzo è un HS 16 con punto K 15 chiamato baby.
Nel 2026 è sede del salto con gli scii e della combinata nordica in occasione dei XXV Giochi olimpici invernali